# Brauenzaunkönig
Der Brauenzaunkönig (Campylorhynchus griseus) ist eine Vogelart aus der Familie der Zaunkönige (Troglodytidae), die in Kolumbien, Venezuela, Guyana und Brasilien verbreitet ist. Ein Bericht erzählt von Vorkommen in Panama. Der Bestand wird von der IUCN als nicht gefährdet (Least Concern) eingeschätzt.

## Merkmale
Der Brauenzaunkönig erreicht eine Körperlänge von etwa 21,0 bis 22,0 cm bei einem Gewicht von ca. 37,0 bis 46,5 g. Erwachsene Tiere haben einen schmutzig weißen Überaugenstreif, der sich vom dunkelbraunen Augenstreif deutlich abhebt. Der Oberkopf und der Nacken sind dunkel schokoladenbraun, der Rücken wirkt blasser schokoladenbraun. Die Handschwingen und die Armschwingen sind farblich wie der Rücken, aber mit zahlreichen dunkleren Streifen. Die Steuerfedern sind bräunlich schwarz mit auffälliger weißer Subterminalbinde über allen Federn außer dem mittleren Paar. Die Kehle und die gesamte Unterseite sind weiß. Die Augen sind braun, der Schnabel schwarz mit grauer Basis am Unterschnabel und die Beine schiefergrau. Beide Geschlechter ähneln sich im Aussehen. Jungtiere haben einen graueren Rücken und weniger rötliche Tönungen als erwachsene Tiere. Der Oberkopf ist graubraun gesprenkelt, die Unterseite grauweiß.

## Verhalten und Ernährung
Zur Ernährung des Brauenzaunkönigs gehören überwiegend Wirbellose. Auch vegetarisch Kost inklusive Beeren gehören zu seiner Nahrung. Berichte sprechen davon, dass er auch massiv Früchte wie Mangos zerstört. Laut lokalen kolumbianischen Bauern dringt er auch in Hühnerställe ein, um Eier zu erbeuten. Sein Futter sucht er in den Bäumen und Palmen, aber auch am Boden.

## Lautäußerungen
Der Gesang des Brauenzaunkönigs besteht aus Serie reichhaltiger gurgelnder Laute, die aus zwei bis fünf Tönen pro Phrasen mit hartem kratzigem Unterton von sich gegeben wird. Der Gesang des Weibchens ist leicht unterschiedlich und sehr beständig, inklusive eines Pfiffs. Es scheint Unterschiede im Gesang in verschiedenen geographischen Verbreitungsgebieten zu geben. Insbesondere C. g. albicilius und C. g. minor haben unterschiedliche Gesangsmuster. Pärchen singen entweder alleine oder im Duett, gelegentlich auch im Chor mit drei und mehr Individuen, die gleichzeitig singen. Der Alarmruf variiert, ist aber meist hart und knirschend.

## Fortpflanzung
Der Brutsaison des Brauenzaunkönigs ist von Januar bis März und von Mai bis August in Venezuela. Er ist ein kooperativer Brüter. Dies kann aber variieren und je nach Population kann es einer bis mehrere Helfer geben. Die Gehilfen sind blutsverwandte Männchen und Weibchen des brütenden Paares. Das Nest hat eine gewölbte Struktur mit kleinem Seiteneingang und ist aus Gras und Fasern gebaut. Dieses befindet sich in drei bis fünf Metern oder mehr über dem Boden und ist gut versteckt in einem Baum oder einer Palme angebracht. Auch alte verlassene Nester von Tyrannen der Gattung Pitangus oder Myiozetetes oder des Rotstirn-Bündelnisters (Phacellodomus rufifron) werden benutzt. Ein Gelege besteht aus drei bis fünf gelbbraun bis zimtfarbenen Eiern mit braunen Flecken. Die Bebrütung erfolgt ausschließlich durch das Weibchen und dauert 17 Tage. Die Küken werden von beiden Geschlechtern gefüttert und falls Gehilfen vorhanden sind auch von diesen. Nach ca. 17 bis 30 Tagen werden die Nestlinge flügge. Ein Nest mit Gehilfen ist bis zu dreimal erfolgreicher mit der Brut als ohne. Der Bruterfolg wird durch bessere Verteidigung erzielt.

## Verbreitung und Lebensraum
Der Brauenzaunkönig bevorzugt verstreutes Buschland mit abwechslungsreicher Natur. In Kolumbien kommt C. g. bicolor in trockenem Dorngestrüpp mit Kakteen vor, die anderen Unterarten jedoch in feuchterem Lebensraum. In komplett bewaldeten Gebieten oder ganz offenem Habitat kommt er nicht vor. Er bewegt sich in Kolumbien in Höhenlagen bis 2100 Metern, in Venezuela bis 1600 Metern.

## Migration
Es wird vermutet, dass der Brauenzaunkönig ein Standvogel ist.

## Unterarten
Es sind sechs Unterarten bekannt:
- Campylorhynchus griseus albicilius (Bonaparte, 1854)[4] ist im nördlichen Kolumbien und dem nordwestlichen Venezuela verbreitet. Die Unterart ist kräftiger rötlich, als die Nominatform.[2]
- Campylorhynchus griseus bicolor (Pelzeln, 1875)[5] kommt in Westkolumbien vor. Die Unterart ähnelt C. g.albicilius hat aber einen weniger rötlich leuchten Bürzel.[2]
- Campylorhynchus griseus zimmeri Borrero & Hernández-Camacho, 1958[6] ist in Zentralkolumbien verbreitet. Die Subspezies ähnelt C. g. bicolor ist aber kleiner. Von C. g. albicilius unterscheidet sie sich durch eine weniger rötliche und stattdessen dunklere Färbung der Oberseite.[7]
- Campylorhynchus griseus minor (Cabanis, 1851)[8] kommt im östlichen Kolumbien und dem nördlichen Venezuela vor. Die Unterart ist kleiner mit schwärzlich braunem Nacken und Vorderrücken.[2]
- Campylorhynchus griseus pallidus Phelps & Phelps Jr, 1947[9] ist im südlichen Venezuela verbreitet. Die Subspezies hat einen deutlich graueren Rücken und weniger rötliche Färbungen.[2]
- Campylorhynchus griseus griseus (Swainson, 1838)[10] kommt im östlichen Venezuela, Guyana und Nordbrasilien vor.

## Etymologie und Forschungsgeschichte
Die Erstbeschreibung des Brauenzaunkönigs erfolgte 1838 durch William Swainson unter dem wissenschaftlichen Namen Furnarius griseus. Das Typusexemplar stammte aus den Savannen Guyanas. 1824 führte Johann Baptist von Spix die für die Wissenschaft neue Gattung Campylorhynchus ein. Dieser Name leitet sich von »campylos, camptō καμπυλος, καμπτω« für »gebogen, biegen« und »rhynkhos ῥυγχος« für »Schnabel« ab. Der Artname »griseus« ist das lateinische Wort für  »grau«. »Zimmeri« ist John Todd Zimmer gewidmet. »Bicolor« setzt sich aus den lateinischen Worten »bi« für »zwei« und »color« für »Farbe« zusammen. »Albicilius« ist ein Wortgebilde aus »albus« für »weiß« und »cilium« für »Augenlid«. »Minor« ist das lateinische Wort für »kleiner«. Schließlich ist  »pallidus« gleich »blass«, von »pallere« für »blass sein«.